# Брієва-де-Камерос
Брієва-де-Камерос (ісп. Brieva de Cameros) — муніципалітет в Іспанії, у складі автономної спільноти Ла-Ріоха. Населення — 59 осіб (2009).
Муніципалітет розташований на відстані близько 210 км на північ від Мадрида, 44 км на південний захід від Логроньйо.

## Демографія
Динаміка населення (INE ):

## Галерея зображень

Розташування муніципалітету
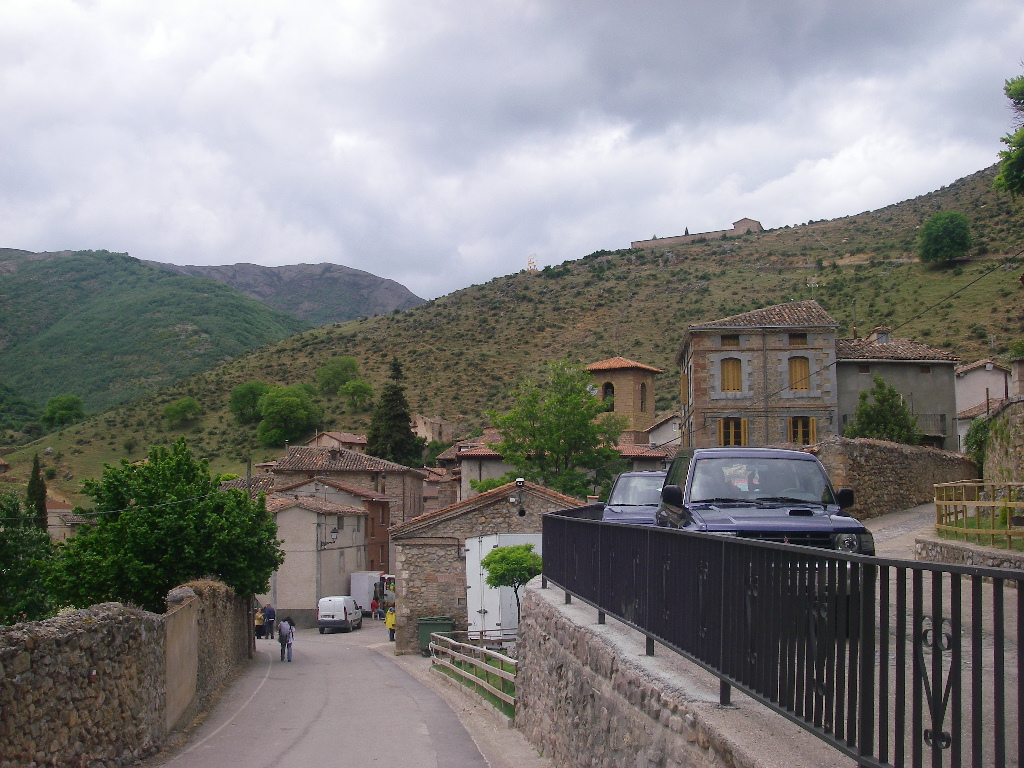
Брієва-де-Камерос